# Malia Pyles
Malia Leilani Pyles, född 13 juli 2000 i Huntington Beach i Kalifornien, är en amerikansk skådespelerska. Hon är mest känd för sina roller som Sarah Baskets i FX-serien Baskets och Minnie "Mouse" Honrada i HBO Max-serien Pretty Little Liars: Original Sin.

## TV-serier (i urval)
- 2016 – Bella and the Bulldogs (TV-serie)
- 2016–2019 – Baskets (TV-serie)
- 2017 – Speechless (TV-serie)
- 2017 – The Fosters (TV-serie)
- 2017 – How to Get Away with Murder (TV-serie)
- 2020 – Batwoman (TV-serie)
- 2022 – Pretty Little Liars: Original Sin (TV-serie)